# 陆法真
陆法真，南北朝时刘宋官员，吴郡（今江苏省苏州市）人。
宋孝武帝时，陆法真为官清廉有节操，曾经担任劉秀之的安北录事参军。泰山羊希与安北谘议参军孙诜写信说：“足下同僚好像有位陆录事，是东南名门，又是张玄外孙，立身非常清廉，一向有志向节操。虽然年事已高，官职较低，却秉持节操不衰，想和他朝夕相处，互申情意。”宋明帝初年，担任南海郡太守，在官任上去世。